# Xenie (genetika)

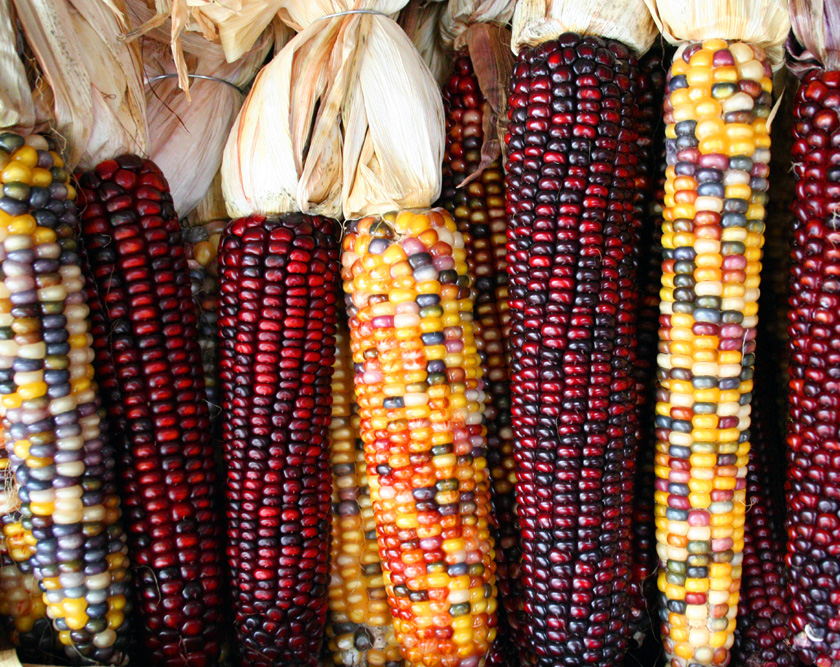
efekt xenie na klasech kukuřice seté

Xenie (z řečtiny) je v rostlinné říši vliv otcovského genotypu na fenotyp semen u rostlin, které se vytvářejí na mateřské rostlině.

## Charakteristika
Xenie je projev fenotypu následné generace, která se již projeví na jedincích rodičovské generace, tedy ovlivnění rodičovské generace generací potomků. Tento znak je širším smyslu podmíněn již podmíněn genotypem rodiče ale z důvodu pohlavního dimorfismu se nemůže projevit.